# Hemileuca burnsi
Hemileuca burnsi är en fjärilsart som beskrevs av J.H.Watson 1910. Hemileuca burnsi ingår i släktet Hemileuca och familjen påfågelsspinnare. Inga underarter finns listade i Catalogue of Life.